# (73579) 6284 P-L
(73579) 6284 P-L este un asteroid din centura principală, descoperit pe 24 septembrie 1960 de C. van Houten, I. van Houten și T. Gehrels.